# Vindey
Vindey är en kommun i departementet Marne i regionen Grand Est (tidigare regionen Champagne-Ardenne) i nordöstra Frankrike. Kommunen ligger i kantonen Sézanne som tillhör arrondissementet Épernay. År 2022 hade Vindey 106 invånare.

## Befolkningsutveckling
Antalet invånare i kommunen Vindey
| Referens: INSEE |